# Proasellus ruffoi
Proasellus ruffoi is een pissebed uit de familie Asellidae. De wetenschappelijke naam van de soort is voor het eerst geldig gepubliceerd in 2004 door Argano & Campanero.